# Shawn Wasabi
Shawn Serrano (Salinas, California, 26 de mayo de 1994), conocido artísticamente como Shawn Wasabi es un productor discográfico estadounidense. Se le conoce como el co-inventor del Midi Fighter 64, un controlador de software musical personalizado. Reside en Los Ángeles.

## Biografía
Shawn Wasabi nació en Salinas, California. Es hijo de padres filipinos, su padre es de Manila y su madre de Cebú. Aprendió a tocar el piano a una edad temprana.
Shawn Wasabi comenzó a producir música en 2013, después de que un amigo lo dejara utilizar el Midi Fighter 3D en su casa. Desde entonces, ha subido sus mashups en vivo, los que han obtenido millones de visitas en YouTube.
En 2015, lanzó "Marble Soda", utilizando un Midi Fighter 64. Este sencillo contiene muestras de 153 pistas y sonidos diferentes. El videoclip alcanzó 1 millón de visitas en YouTube dentro de las 48 horas posteriores a su carga.
En 2016, fue nominado al premio Artista Revelación en la sexta edición de los Streamy Awards.
En 2017, lanzó "Spicy Boyfriend". En ese año, también lanzó "Otter Pop", que contó con la cantante Hollis como artista invitada. The Fader lo posicionó en el número 27 en la lista de las "101 mejores canciones de 2017".
En 2018, lanzó "Squeez", que contó con la voz de Raychel Jay. La canción fue incluida en la lista de las "10 canciones que necesitas para empezar bien el fin de semana" de Paper.
Su álbum de estudio debut, Mangotale, fue lanzado en 2020.

## Midi Fighter 64
Uno de los equipos de Shawn Wasabi es el DJ TechTools Midi Fighter 64, un controlador MIDI personalizado de 64 botones. La línea de controladores Midi Fighter se destaca por usar botones de arcade japoneses de Sanwa en lugar de las almohadillas de goma que se utilizan tradicionalmente en los controladores MIDI estilo MPC. Inicialmente, el Midi Fighter solo venía en variaciones de 16 botones. Michael Mitchell, diseñador de productos de DJ TechTools, diseñó e imprimió en 3D un prototipo de una versión de 64 botones. Sin embargo, en 2016, su prototipo Midi Fighter 64 original, junto con su computadora y disco duro, fueron robados de su automóvil. Esto condujo a la producción en masa del Midi Fighter 64 en 2017.

## Discografía

### Álbumes de estudio
- Mangotale (2020)[21]
- Hotto Dogu (2014)[22]
- "Refresco de mármol" (2015)[23]
- "Burnt Rice" (2015) (with YDG, featuring Yung Gemmy)[24]
- "Novio picante" (2017)[25]
- "Otter Pop" (2017) (featuring Hollis)[26]
- "Squeez" (2018) (featuring Raychel Jay)[27]
- "Mango Love" (2018) (featuring Satica)[28]
- "Té de mármol" (2019)[29]
- "Aperitivo" (2019) (featuring Raychel Jay)[30]
- "Home Run" (2020)(con Raychel Jay)[31]
- "Animal Crossing" (2020) (featuring Sophia Black)[32]
- "Limones" (2020) (featuring Kennedi)[33]
- "Me sumerjo" (2021)[34]

### Como artista invitado
- Far East Movement - "Glue" (2019) (featuring Heize and Shawn Wasabi)[35]